# Helvella monachella
Pour les articles homonymes, voir Helvella et Monachella.
Helvelle moine
Espèce
Helvella monachella, auparavant Helvella leucopus, l'Helvelle moine, est une espèce de champignons ascomycètes, de la famille des Helvellacées. Elle est caractérisée par sa pousse printanière et ses teintes bicolores.

## Taxonomie
Le nom correct complet (avec auteur) de ce taxon est Helvella monachella (Scop.) Fr., Syst. mycol. (Lundae) 2(1): 18 (1822).

### Synonymes
Helvella monachella a pour synonymes :
- Phallus monachella Scop
- Leptopodia monachella (Scop.) Boud. ex M.M. Mose

### Noms vulgaires et vernaculaires
Ce taxon porte en français les noms vernaculaires ou normalisés suivants : Helvelle moine, Helvelle religieuse, Helvelle en mitre, Bonnet de capelan, Petite religieuse, Nonnette.

## Description du sporophore
Son chapeau est brun clair, brun bistré, brun sombre, noirâtre à noir, irrégulièrement lobé, en forme de selle (selliforme), composé de 3 ou 4 lobes rabattus, incurvés, contournés, en partie soudés entre eux et sur le pied,.
Le stipe est non lacuneux, presque totalement lisse, blanc puis ochracé.

## Galerie

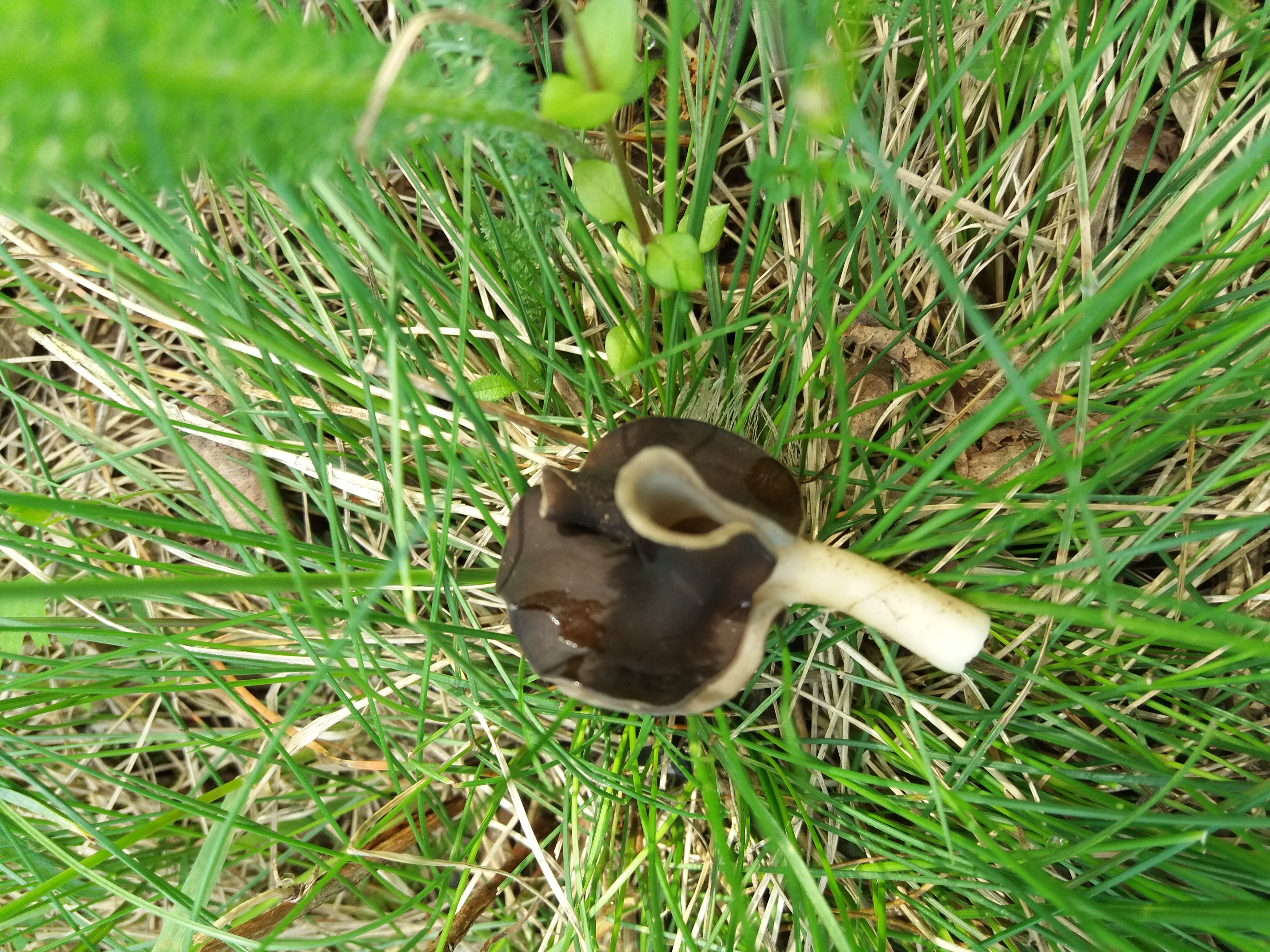
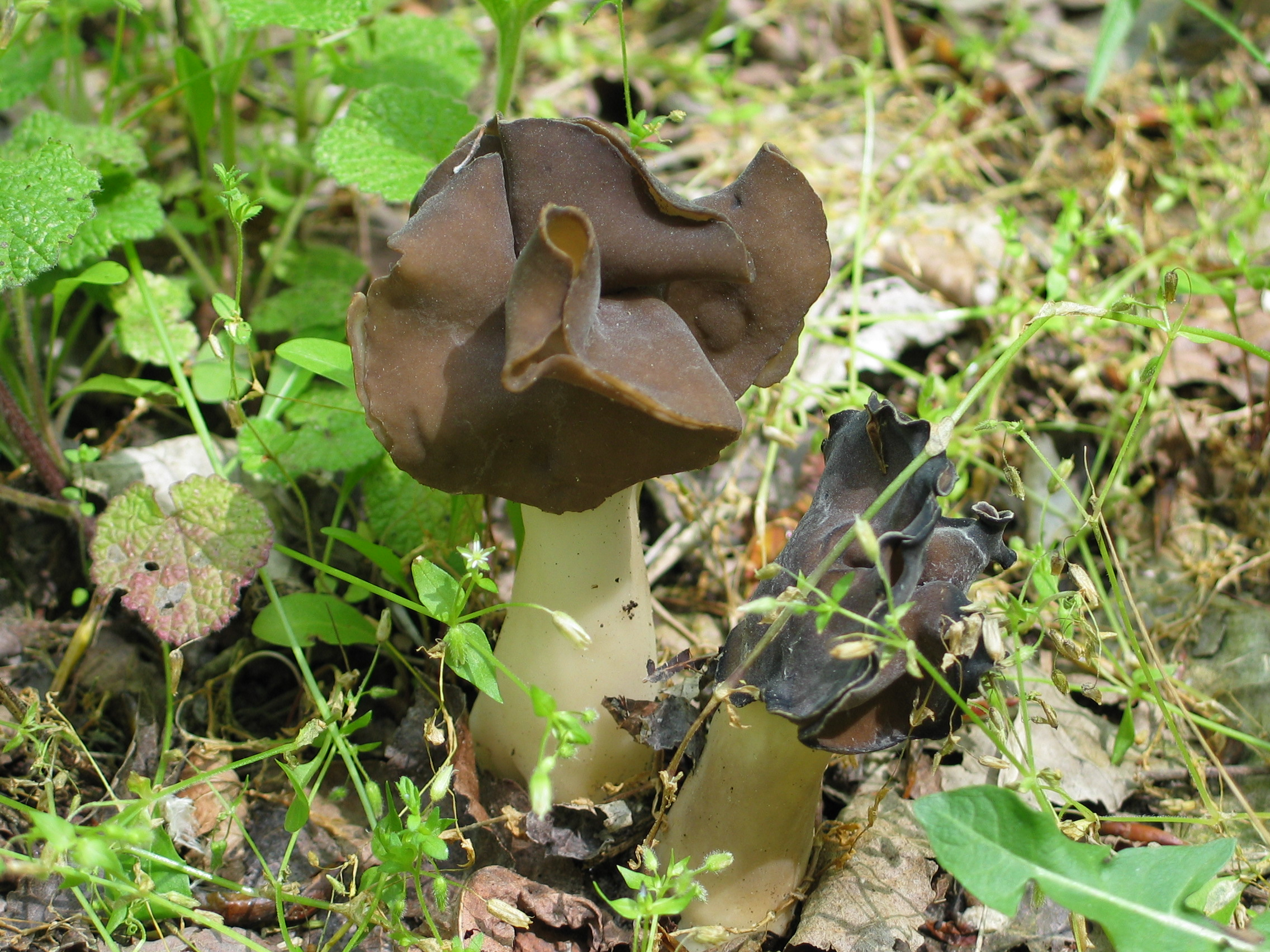
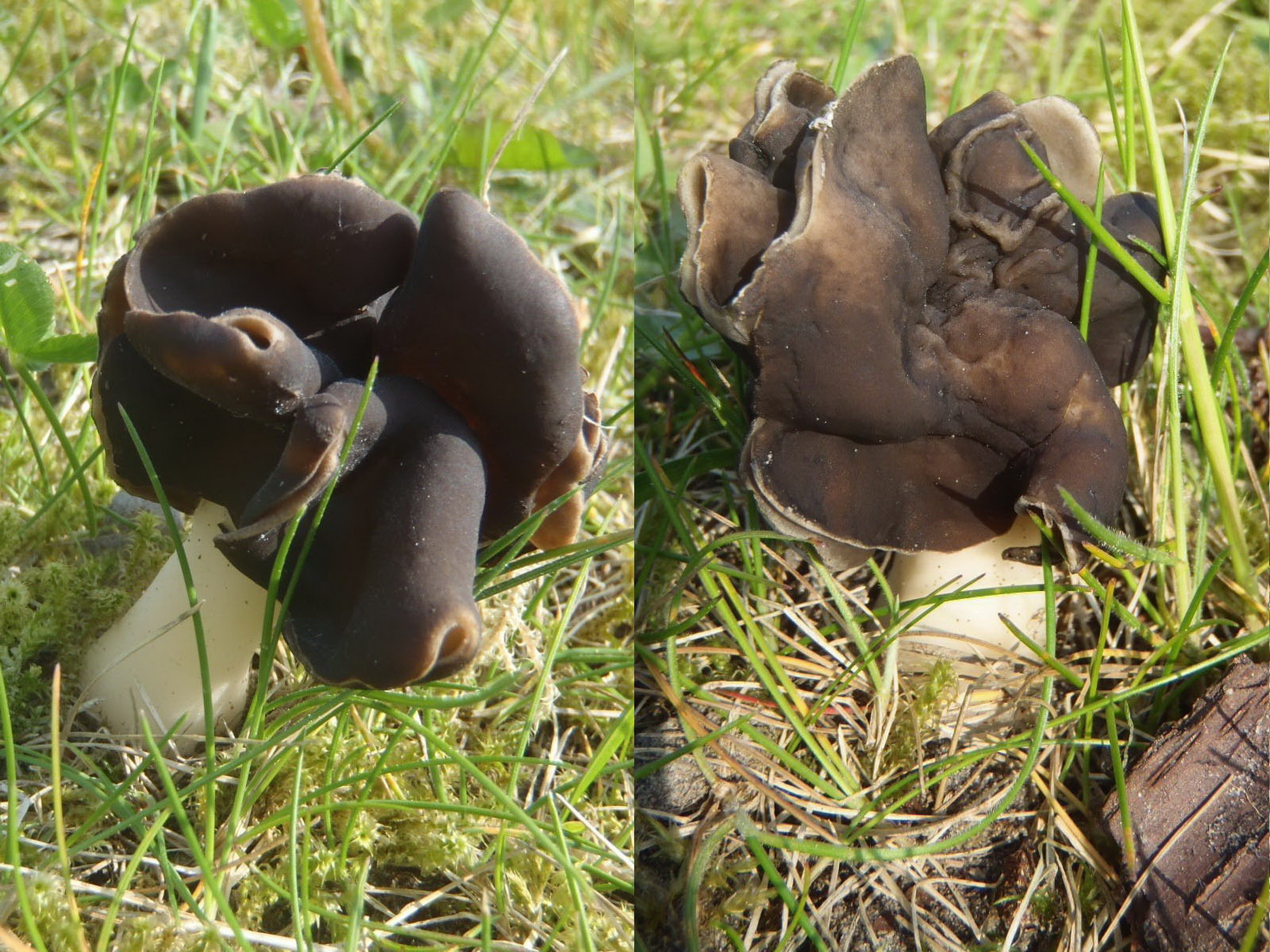
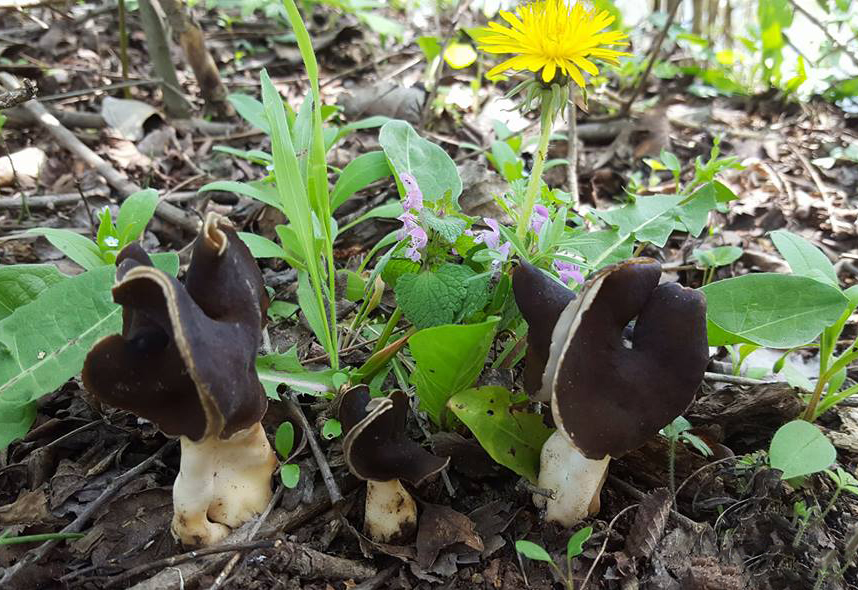
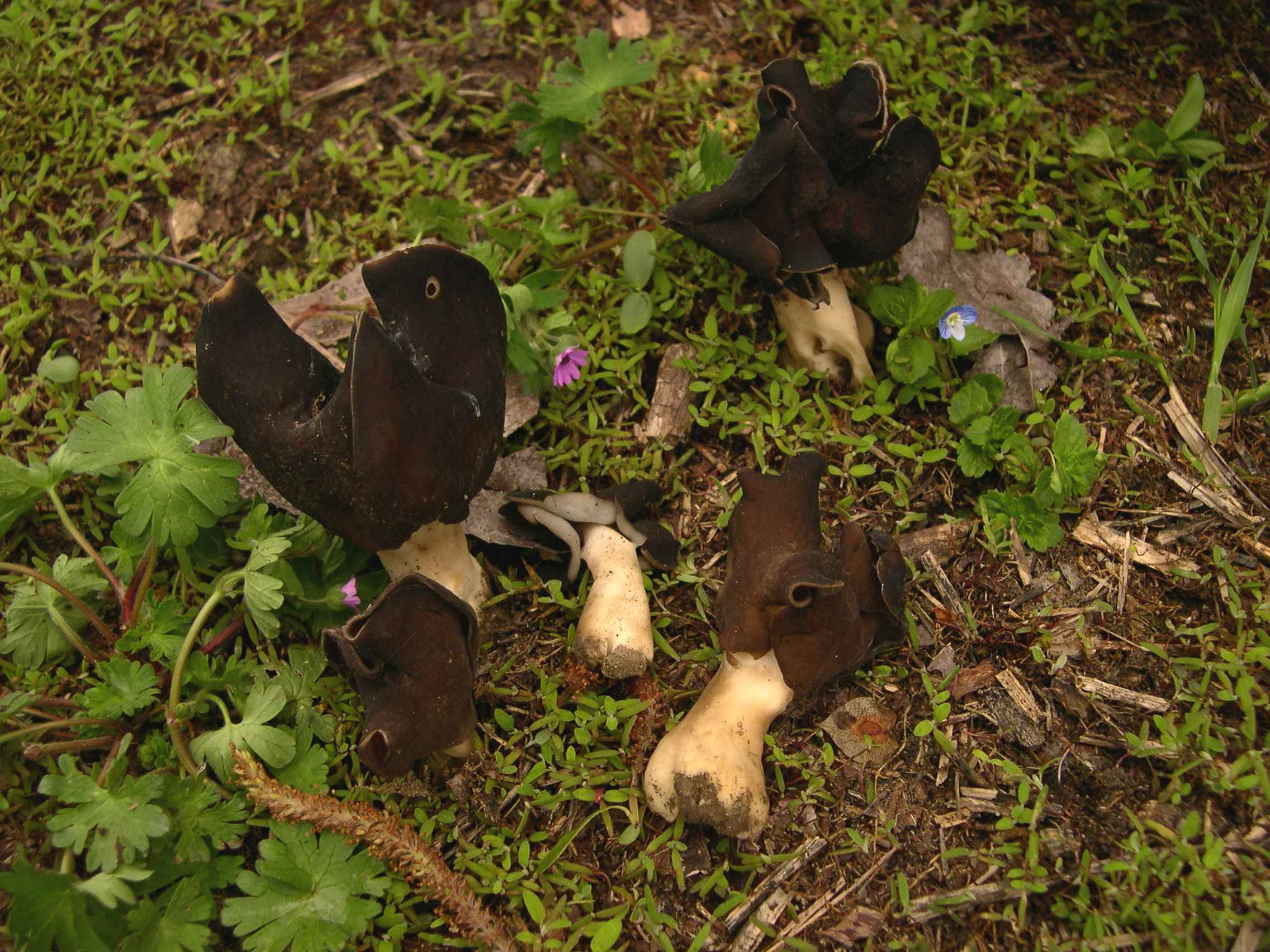

### Caractéristiques microscopiques
Les spores de l'Helvelle moine mesurent 24-25 µ x 15 µm. Ses asques sont octosporés, à spores unisériées, de 300 - 350 x 16 - 18 µ, ne bleuissant pas dans le Melzer. Ses paraphyses sont renflées au sommet jusqu’à 7 - 9 µ, légèrement brunâtres, septées, rameuses.

## Habitat et distribution
L'Helvelle moine pousse au printemps dans les bois et forêts, souvent sous des peupliers, elle affectionne aussi les terrains sablonneux comme les bords de rivière. Elle pousse souvent en groupes, mais aussi solitaire, parfois en compagnie de Helvella fusca qui est une autre espèce de Helvelle printanière mais au chapeau brun plus clair et au stipe lacuneux,.

## Comestibilité
L'Helvelle moine est comestible cuite, toxique crue ou mal cuite. En France, elle n'est consommée qu'occasionnellement, sa consommation traditionnelle est plus développée en Italie et en Espagne, surtout en Grenade,,,,, où elle se consomme en Tortilla, sautée ou avec du riz. Le genre Helvella a été il y a longtemps inclus par le ministère espagnol de la Santé et de la Consommation dans une liste de plantes et de champignons dont la vente au public est strictement interdite en raison de leur toxicité (ordonnance SCO/190/2004 du 28 janvier 2004, Bulletin officiel du 6 février 2004), ce à une époque où l'on suspectait les Helvelles de contenir de la gyromitrine, suspicion aujourd'hui démentie (voir l'article « Helvelle crépue »), en 2009 les Helvelles redevinrent des champignons commercialisables en Espagne, mais ne pouvant être vendues au consommateur final qu'après un « traitement approprié » visant à éliminer la dangerosité des champignons à l'état frais, c'est-à-dire cuisson complète stricte.

## Confusions possibles

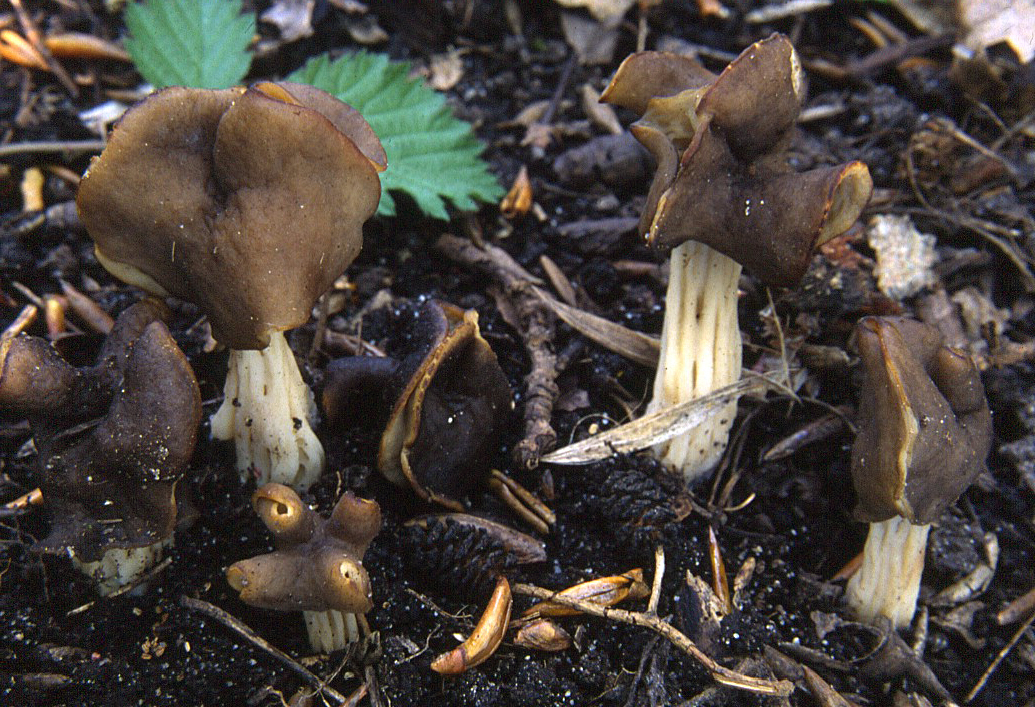
Helvella fusca

Avec sa pousse printanière et ses couleurs, l'Helvelle moine est assez caractéristique. Elle pourrait cependant être confondue avec :
- l'Helvelle brune (Helvella fusca) qui a un chapeau brun et un pied lacuneux. Elle est aussi printannière, et comme toutes les Helvelles elle partage sa comestibilité et toxicité[9].
- La Verpe conique (Verpa conica) qui a un long pied zébré et un chapeau brun en forme de dé à coudre, relié au pied à son sommet.
- Le Gyromitre des Charbonnières (Pseudoverpa anthracobia), au chapeau en parapluie aux bords retroussés, dans les forêts brûlées, le plus souvent pendant les deux printemps suivant le feu. Mars-avril. C'est une espèce rare[16].